# Orosz antarktiszi expedíció

Az expedíció útvonala francia nyelvű térképen. Az óceániai utat nem tartalmazza.

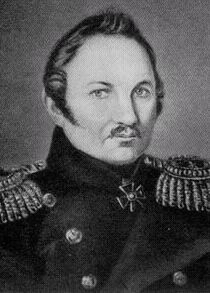
Fabian Gottlieb von Bellingshausen

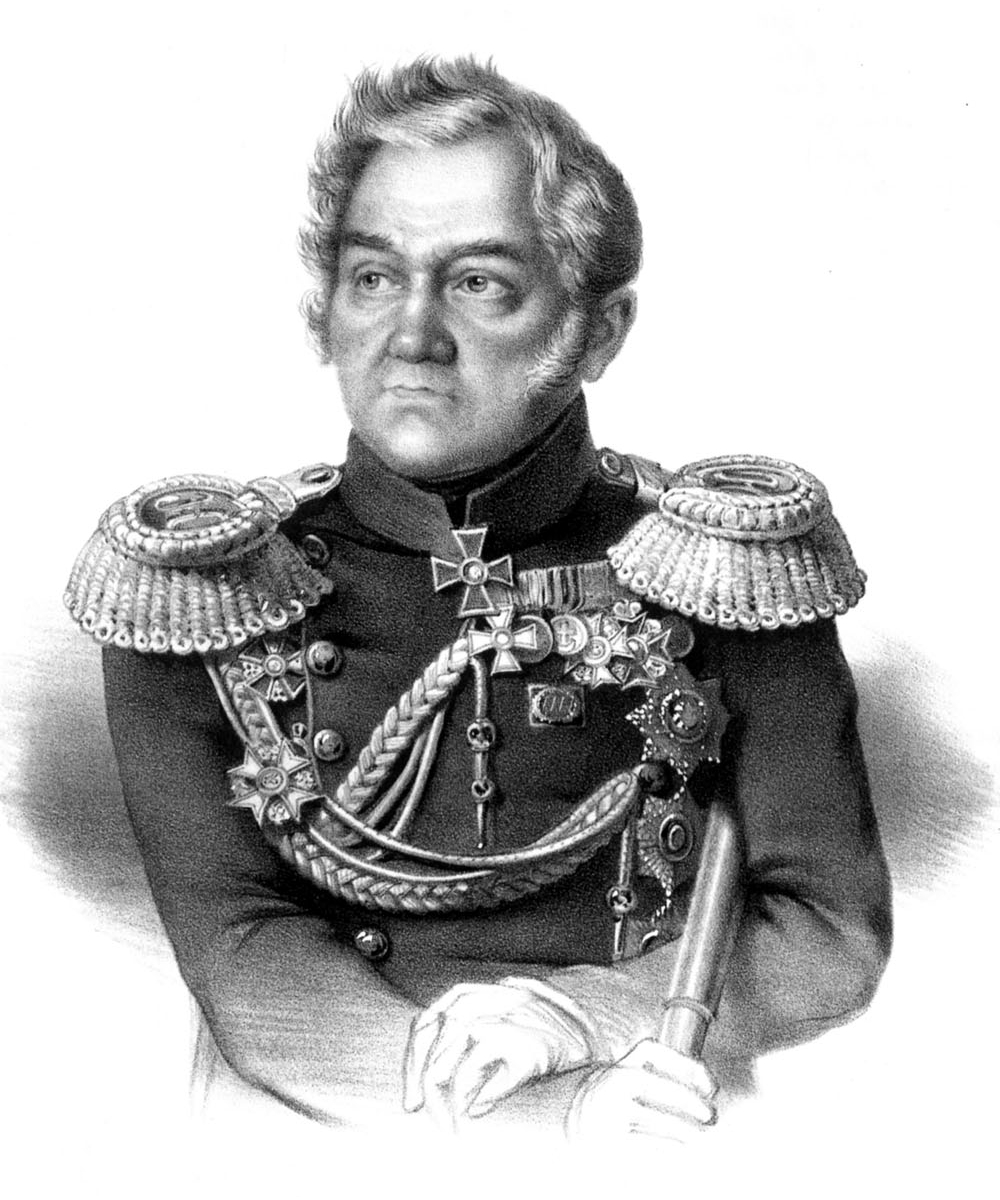
Mihail Lazarev

Az orosz antarktiszi expedíció 1819 és 1821 között zajlott Fabian Gottlieb von Bellingshausen vezetésével, melynek során jobban megközelítették a kontinenst, mint addig bárki. Az Antarktisz ebben az időben még nagyrészt felfedezetlen volt, az 1773-as Cook-expedíció óta eltelt 50 év alatt más nem lépte át a déli sarkkört. Bellingshausen két hajóval, a Mirnijjel és a Vosztokkal indult útnak. A Mirnij kapitánya Mihail Lazarev, a Vosztoké maga Bellingshausen volt. Az expedíció legfőbb eredménye, hogy Cookénál közelebbi kört vont a kontinens köré, felfedezte a Déli-Sandwich-szigetek három északi tagját valamint az I. Péter-szigetet és az I. Sándor-szigetet, és valószínűleg ők voltak az elsők, akik megpillantották a szárazföldet. Később Bellingshausenről nevezték el – többek között – az Antarktiszi-félsziget nyugati oldala mentén lévő tengert.

## Felkészülés az útra
Habár Bellingshausen 1803 és 1806 között részt vett az orosz föld körüli expedícióban, az antarktikus felfedezőút parancsnoki tisztére az első jelölt Makar Ivanovics Ratmanov, a föld körüli expedíció első tisztje volt. Ratmanov azonban a dán Skagen-foknál hajótörést szenvedett és kórházba került, így kapta a kinevezést Bellingshausen.
A Déli-óceán, mint úticél Bellingshausennek is kedvére való volt, lévén, hogy régóta rajongója volt Cook teljesítményének. Az expedíció célját a tengerészeti minisztérium határozta meg, kizárólagos célként jelölve meg a felfedezéseket az „Antarktikus pólus közelségében, hogy ily módon a lehető legteljesebb ismereteket szerezzük földgömbünkről”.

### A hajók és a legénység
Az útra két hajót, a Vosztokot és a Mirnijt jelölték ki. Mindkét hajó fenyőfából épült; a Vosztok korvett, a Mirnij szállítóhajó volt. A Mirnij parancsnoka Mihail Lazarev lett, aki maga is tapasztalt tengerésznek számított, mivel már fiatalon, 25 éves korában a parancsnoka lehetett az Orosz-amerikai Társaság föld körüli útjára induló Szuvorov nevű hajójának, amivel 1813 és 1816 között meg is kerülte a Földet.
A két hajó teljesen különbözött egymástól, nemcsak méreteikben. Lazarev egy barátjának azt írta, hogy a Mirnij jobb hajó volt „...mind szilárdságára, mind nagy befogadóképességére és megbízhatóságára való tekintettel. A Vosztokkal szemben csak egy hátránya volt ... a sebessége. De miért küldték ezeket a hajókat, amelyeket együtt kellett volna tartani, ha közben ilyen nagy sebességkülönbség volt a kettő között! ... Ezt a talányt neked kellene megfejtened, mert én nem tudom!”
A Vosztokon 117, a Mirnijen 72 fős legénység szolgált.

## Az út

### Az Antarktisz első megközelítése

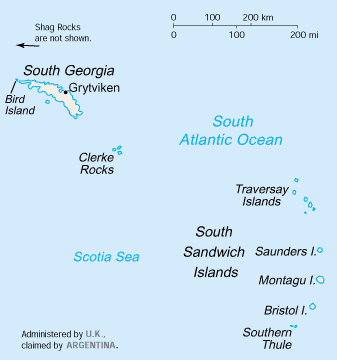
Déli-Georgia és a Déli-Sandwich-szigetek vázlatos térképe

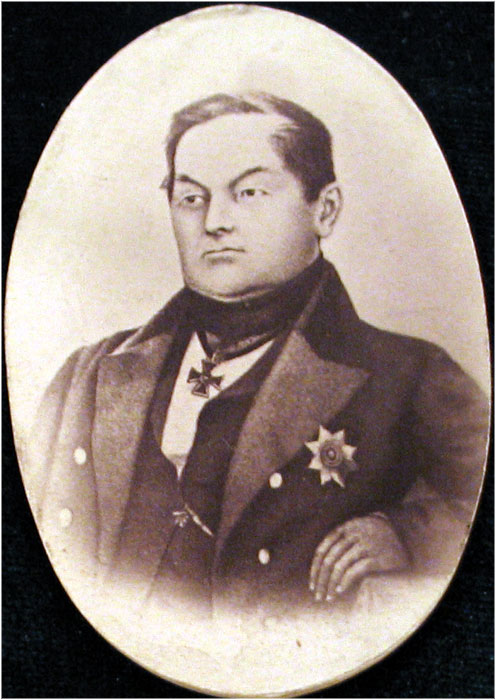
Ivan Mihajlovics Szimonov, az expedíció tagja, akiről szigetet neveztek el

1819. július 16-án (4-én) indultak útnak a Szentpétervár melletti Kronstadtból, és először Angliában kötöttek ki, ahol találkoztak a Royal Society elnökével, sir Joseph Banksszel, aki részt vett Cook 50 évvel azelőtti útján. Banks könyveket és térképeket adott ajándékba az oroszoknak.
Novemberben megérkeztek Rio de Janeiróba, majd decemberben elérték Déli-Georgia szigetét. A két nap alatt, amit a szigetnél töltöttek, leírták annak délnyugati partját és felfedezték az Annyenkov-szigetet, melyet a Mirnij egyik tisztje után neveztek el.
Ezt követően délkelet felé haladtak, és január elején felfedezték, és az orosz tengerészeti miniszterről elnevezték a Traversay-szigeteket, ami három kis vulkanikus szigetből áll. A kis szigetek külön neveket is kaptak a Vosztok tisztjeiről, Leszkovról, Torszonról és Zavadovszkijról. Továbbra is délkelet felé haladva elérték a Cook által is felfedezett Déli-Sandwich-szigeteket, amiket akkor még „Sandwich-földnek” neveztek, és csak az oroszok állapították meg, hogy valójában szigetcsoportról van szó. Elsőnek állapították meg, hogy a szigetcsoport összeköttetésben van az Atlanti-óceán délnyugati részén lévő szigetekkel, valamint először mutattak rá, hogy a víz alatt vulkanikus eredetű hegylánc húzódik az Atlanti-óceán nyugati részén az 53° és a 60° déli szélesség között. Ma ez a víz alatti hegylánc a Déli-Antillák nevet viseli, és Novoszilszkij, a Mirnij tisztje ezt írta róla: „Ma nyilvánvaló, hogy a Falkland-szigetektől kezdve egy megszakítás nélküli hegylánc nyúlik el a víz alatt, amely az Auróra-szirtjeivel, a Déli-Georgiával, a Clarke-sziklákkal, a Marquise de Traverse-szigetekkel, a Gyertyaszentelő-szigetekkel és a Sandwich-szigetekkel emelkedik ki a vízből. A hegylánc vulkanikus eredete kétségtelen; ezt a Zavadovszkij- és a Sanders-szigeteken füstölgő kráterek világosan bizonyítják.”
1820. január 15-én (3-án) elérték a Déli-Thulét, amit még Cook fedezett fel, és megállapították, hogy 3 nagy, örök hó és jég borította szigetből áll. Január 26-án (14-én) első ízben lépték át a déli sarkkört, és már a következő napokon megpillantották a kontinenst. Erős havazásban a déli szélesség 69° 23' és a nyugati hosszúság 2° 35'-énél láttak „egy jégmezőt, dombocskákkal”. Bellingshausen nem volt tudatában a látottak jelentőségének, ezért a hajónaplóba csak az időjárást és a helyzetüket jegyezte fel, majd továbbhaladtak kelet felé. Azt a partszakaszt, amit az oroszok láttak, – de nem tudták, hogy látják –, 120 évvel később norvég cethalászok pillantották meg, és Márta hercegnő-partnak nevezték el.
Ugyanakkor más nemzetek is saját felfedezőiknek tulajdonítják, hogy azok látták volna meg először az antarktiszi szárazföldet. Az angolok szerint Edward Bransfield, míg az amerikaiak szerint Nathaniel Palmer volt az első, aki megpillantotta a partokat.
Továbbhaladtak kelet felé, miközben még kétszer lépték át a déli sarkkört. Először február 18-án (6-án) a 69° 6' déli szélesség és a 15° 52' keleti hosszúságnak a találkozásánál majdnem teljesen megközelítették azt a partszakaszt, amit később Ragnhild hercegnő-partnak neveztek el. Másodszorra 100 kilométernyire közelítették meg az Olaf herceg-földet a 60° 49' déli szélesség és a 49° 26' keleti hosszúságnál, február 26-án (14-én). A két esemény között 3 napig tartó viharba kerültek.
Március közepén – az antarktiszi tél kezdetén, amikor a hajózás lehetetlenné válik – a két hajó elvált egymástól, hogy jobban át tudják vizsgálni az 50° szélességi fokon az Indiai-óceán kevéssé ismert részét, majd áprilisban Sydney-ben találkoztak, ahol egy hónapot töltöttek el. Májusban 4 hónapig tartó útra indultak, hogy feltérképezzék a Csendes-óceán déli sávját és júliusban meg is érkeztek a Tuamotu-szigetekhez, ahol egy sor atollt fel is rajzoltak a térképeikre. Az atollokat – amiket őelőttük valószínűleg még nem látott európai szem – orosz államférfiakról, az 1812-es háború hadvezéreiről és az orosz flottaparancsnokokról nevezték el (Arakcsejev, Barclay de Tolly, Wittgenstein, Volkonszkij, Greig, Jermolov, Kutuzov-Szmolenszkij, Miloradovics, Moller, Oszten-Szaken, Rajevszkij, Csicsagov), ezen kívül Bellingshausen az összes atollnak adott egy összefoglaló Rossziján-szigetek (острова Россиян, magyarul: Oroszok szigetei), más forrás szerint Russian-szigetek nevet, a szigetcsoport legnyugatibb tagját pedig parancsnoktársa után a Lazarev-szigetnek nevezte el.
Innen Tahitira mentek, majd attól északra felfedezték a Vosztok-szigetet a 10° déli szélességnél. Már visszatérőben voltak Sydney-be, amikor néhány kisebb szigetet találtak a Fidzsi-tengeren a Tonga-szigetcsoportban, amiket az expedíció tagjairól Mihajlov- és Szimonov-szigeteknek neveztek el.

### Az Antarktisz második megközelítése

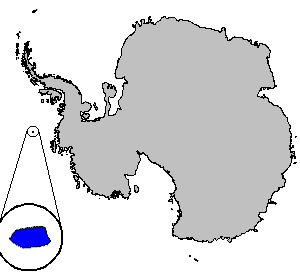
Az I. Péter-sziget elhelyezkedése

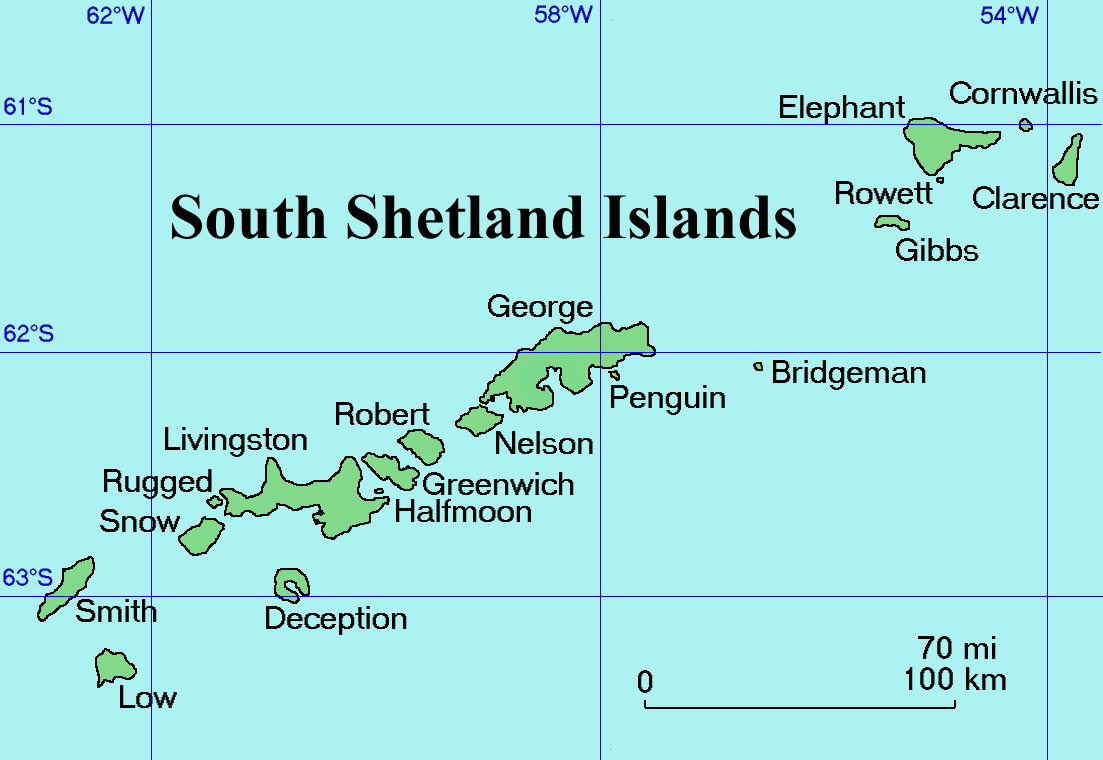
A Déli-Shetland-szigetek térképe a mai elnevezésekkel

50 napig álltak Port Jacksonban, miközben az orosz konzul tájékoztatta őket arról, hogy William Smith, egy amerikai fókavadász a 67. nyugati hosszúsági fokon talált egy szigetcsoportot, amit Déli-Shetlandnek (más forrás szerint Új-Shetlandnek) nevezett el, és azt állítja, hogy a kontinens része. Novemberben másodszor is elindultak az Antarktisz felé a Macquarie-sziget mellett a 158° 50' keleti hosszúságnál. December közepén kemény vihar csapott le rájuk, majd még háromszor lépték át a déli sarkkört, de az első két alkalommal nem sikerült megközelíteniük a kontinenst.
Harmadszorra (mely összességében a hatodik kísérletük volt), szerencséjük volt, és a 69° 22'-éig tudtak délre hatolni a 92° 28' nyugati hosszúságnál 1821. január 22-én (10-én). Innen, mivel a jégfal az útjukat állta, kelet felé tartottak, és néhány óra múlva felfedeztek egy szigetet, melyet I. Péter cárról I. Péter-szigetnek neveztek el. 106 évig rajtuk kívül más nem jutott el a szigethez.
Január 28-án (16-án) földet láttak a Mirnijről. Egy magas hegycsúcsot vettek észre, amit egy keskeny földszoros kötött össze egy hegylánccal, a Vosztokról pedig hó borította partot észleltek. A látott területet I. Sándor-földnek nevezték el az akkor uralkodó cár után. 125 évvel később Finn Ronne expedíciója kimutatta, hogy a felfedezett föld valójában sziget, és egy kb. 500 km hosszú szoros, valamint az ennek az északi részén lévő Sokalszkij-szoros és a nyugati végén lévő Ronne-szoros választja el a szárazföldtől.
Ezután, mivel nem tudtak közelebb menni a parthoz a tömör jég miatt, északról megkerülték a jeget és továbbhaladtak kelet felé. Átszelték azt a tengert, melyet később Bellingshausenről neveztek el, és behatoltak a Drake-átjáróba. Itt a William Smith által felfedezett „Új-Shetlandet” keresték. Megtalálván a keresett földet, megállapították, hogy az egy szigetlánc, ami a Drake-átjárótól kelet-északkeletre, 600 km-nyire nyúlik el, és később a Déli-Shetland-szigetek nevet adták neki, egyes szigeteinek pedig részben orosz neveket adtak a napóleoni háborúk emlékére: Berezina, Borogyino, Waterloo, Lipcse, Malojaroszlavec, Polock, Szmolenszk, a szigetek északkeleti csoportjában lévő szigeteknek pedig orosz haditengerészek neveit adták: Mihajlov, Mordvinov, Rozsnov és Siskov.
Február 11-én (január 30-án) kiderült, hogy a Vosztok nagyon rossz állapotban van, ezért visszafordultak északnak. Márciusban érkeztek meg Rio de Janeiróba, ahonnan májusban indultak tovább és augusztus 5-én (július 24-én) visszaérkeztek Kronstadtba. Az expedíció így összesen 751 napig tartott, melyből 527 napot töltöttek hajózással, a többit pihenéssel. Az út alatt 2 (más forrás szerint 3) ember halt meg, de súlyos betegük nem volt.

### A legenda
Az oroszok a Déli-Shetland-szigetek között hajózva haladtak vissza északnak, amikor találkoztak a Heroval és amerikai kapitányával, a fókavadász Nathaniel Palmerrel, aki azt állította, hogy már jól ismeri mindazokat a területeket, amiket Bellingshausen éppen felfedezett. Palmer szintén fókavadász életrajzírója szerint Bellingshausenre akkora hatással volt Palmer ezen állítása, hogy az új területet Palmer után nevezte el. Azonban Bellingshausen, aki mindent aprólékosan feljegyzett, sosem említette ezt sem a hajónaplóban, sem a térképein, így a történet legenda maradt.

## Az expedíció után

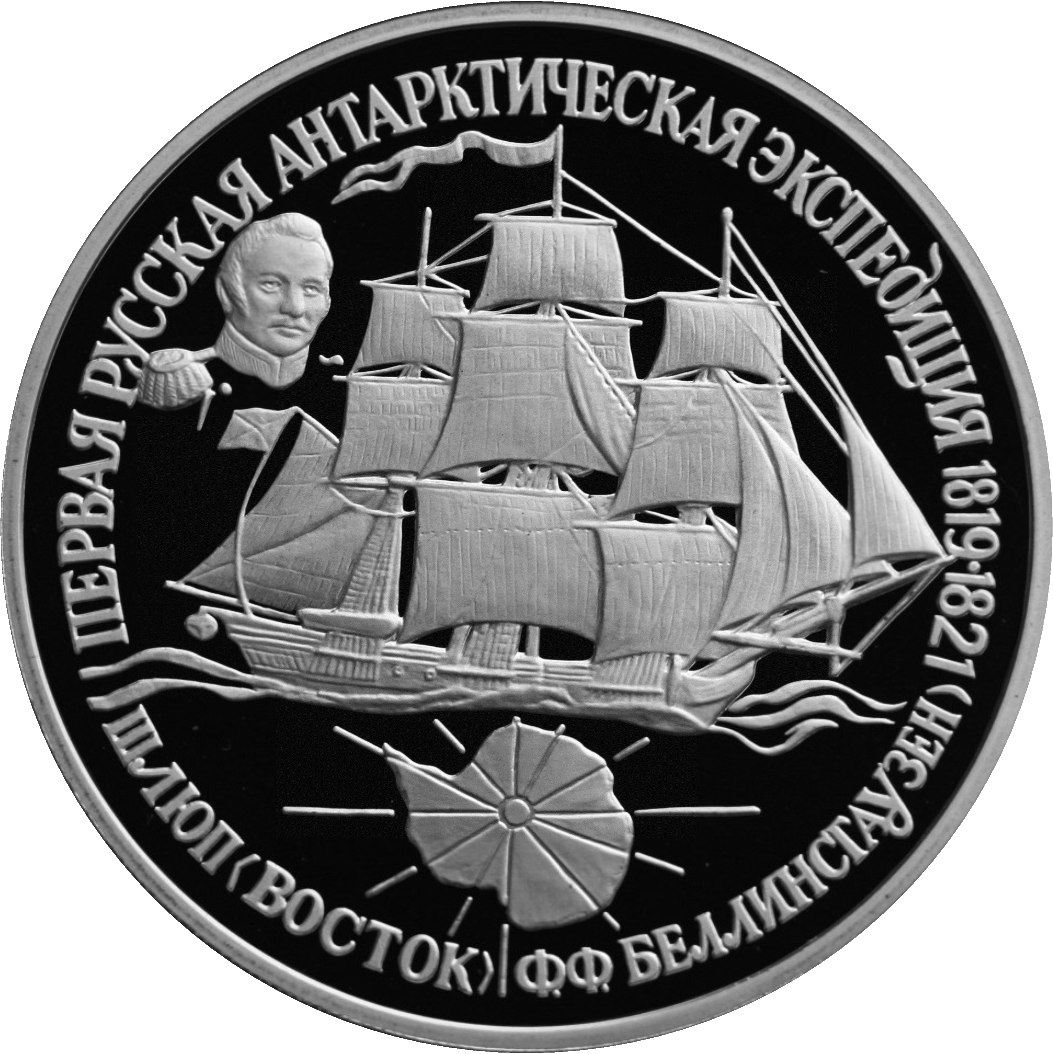
Emlékérem az expedíció tiszteletére

Hazatérvén Bellingshausen azt tapasztalta, hogy dacára annak, hogy megismételte Cook híres útját az Antarktisz körül és új területeket is felfedezett, az útja mégsem keltett nagy érdeklődést az oroszokban. Csupán 130 évvel később, a második világháború után kezdtek el újra foglalkozni a messzi déli kontinenssel. 1956-ban küldték útjára az első szovjet antarktiszi expedíciót, mely a Szovjetunió első kutatóállomását is megépítette, és Bellingshausen expedíciójának a hajójáról Mirnijnek nevezte el, míg a másik hajó nevét a következő évben alapított Vosztok kutatóállomás kapta.
Az expedícióról Bellingshausen oroszul írt műve 1831-ben jelent meg Két utazás a Déli Jeges-tengeren és hajózás a világ körül 1819–1821-ben a „Vosztok” és a „Mirnij” hajóval címmel, így a nem orosz felfedezők előtt sokáig ismeretlen maradt az út és eredményei. Így fordulhatott elő, hogy bár Bellingshausen korábban járt egyes antarktiszi és óceániai vidékeken és el is nevezett ott földrajzi képződményeket, mégsem az őáltala adott nevek, hanem későbbi „újrafelfedezők” által adottak kerültek a térképekre, habár vannak olyan szigetek, amelyek megtartották vagy újra felvették a Bellingshausen által adott orosz neveket (például Vosztok-sziget, Zavadovszkij-sziget, Annyenkov-sziget). Úti beszámolójának első német nyelvű kiadása 1902-ben, első angol nyelvű kiadása csak 1945-ben jelent meg Bellingshausen kapitány utazása az Antarktiszi-tengerre címmel, a kötet szerkesztője Frank Debenham volt.
Oroszországban 1994-ben emlékérmét adtak ki az expedíció tiszteletére, melyen a Vosztok hajó látható. Az 1980-as években a Magyar Posta is kiadott egy 2 ft névértékű bélyeget Bellingshausen arcképével.
Hugh Robert Mill skót geográfus és az Antarktisz történetének korai kutatója azt állította Bellingshausen expedíciójáról, hogy „Az egyik legjelentősebb antarktiszi expedíció volt, egy olyan utazás, ami megérdemli, hogy Cook útjával egyenrangúnak tekintsük.”